# 5622 Percyjulian
5622 Percyjulian eller 1990 TL4 är en asteroid i huvudbältet som upptäcktes 14 oktober 1990 av den amerikanske astronomen Eleanor F. Helin vid Palomar-observatoriet. Den är uppkallad efter den amerikanske kemisten Percy Lavon Julian.
Asteroiden har en diameter på ungefär 9 kilometer och den tillhör asteroidgruppen Gefion.